# 科普里夫尼察-克里熱夫齊縣
科普里夫尼察-克里熱夫齊縣（Koprivničko-križevačka županija），是克羅地亞北部的一個縣，北鄰匈牙利。面積1,746平方公里，2001年人口124,467，2011年人口115,584。首府科普里夫尼察。
下分三市、二十一鎮。縣議會有41席。

## 外部連結
- 官方网站  （克羅埃西亞語）